# Marian Hudac
Marian Hudac (n. 20 septembrie 1934 – d. 29 ianuarie 1996) a fost un renumit actor de comedie român.
Fost muncitor, strungar la „Steaua roșie“ din București, Marian Hudac a urmat studiile Școlii populare de artă și ale Institutului de artă teatrală din București. 
Imediat după absolvirea Institutului de Artă Teatrală și Cinematografică, și-a făcut debutul pe scena Teatrului Național din București, în „Vicleniile lui Scapin" alături de Victor Moldovan. La următoarea montare, „Cassiliana", a cunoscut-o pe Marina, balerină la Teatrul de Operetă, care a devenit partenera sa de viață.

## Distincții
- Medalia Meritul Cultural clasa I (6 noiembrie 1967) „pentru merite în domeniul artei dramatice”[2]

## Roluri în teatru
- O SCRISOARE PIERDUTĂ (Universitatea Națională de Artă Teatrală și Cinematografică 'I.L.Caragiale' - București 15.12.1960)
- CENTRUL ÎNAINTAȘ A MURIT ÎN ZORI (Universitatea Națională de Artă Teatrală și Cinematografică 'I.L.Caragiale' - București 25.03.1961)
- REPORTAJ CU ȘTREANGUL DE GÂT (Universitatea Națională de Artă Teatrală și Cinematografică 'I.L.Caragiale' - București 15.04.1961)
- ȘCOALA CALOMNIEI (Universitatea Națională de Artă Teatrală și Cinematografică 'I.L.Caragiale' - București 15.04.1961)
- BOLNAVUL ÎNCHIPUIT (Teatrul Național 'Ion Luca Caragiale' - București 26.01.1962)
- VICLENIILE LUI SCAPIN (Teatrul Național 'Ion Luca Caragiale' - București 13.03.1962)
- CERCUL DE CRETĂ CAUCAZIAN (Teatrul Național 'Ion Luca Caragiale' - București 27.12.1962)
- ADAM ȘI EVA (Teatrul Național 'Ion Luca Caragiale' - București 12.04.1963)
- AVARUL (Teatrul Național 'Ion Luca Caragiale' - București 06.12.1963)
- ȘTAFETA NEVĂZUTĂ (Teatrul Național 'Ion Luca Caragiale' - București 06.03.1964)
- EMINESCU (Teatrul Național 'Ion Luca Caragiale' - București 09.06.1964)
- ÎNȘIR'TE MĂRGĂRITE (Teatrul Național 'Ion Luca Caragiale' - București 05.12.1964)
- SĂ NU TE JOCI CU DRAGOSTEA (Teatrul Național 'Ion Luca Caragiale' - București 19.12.1964)
- DOAMNA LUI IEREMIA (Teatrul Național 'Ion Luca Caragiale' - București 18.11.1965)
- EURIDICE (Teatrul Național 'Ion Luca Caragiale' - București 11.03.1966)
- DINU PĂTURICĂ (Teatrul Național 'Ion Luca Caragiale' - București 17.09.1966)
- RĂZVAN ȘI VIDRA (Teatrul Național 'Ion Luca Caragiale' - București 24.02.1967)
- APUS DE SOARE (Teatrul Național 'Ion Luca Caragiale' - București 16.09.1967)
- SERINGA (Teatrul Național 'Ion Luca Caragiale' - București 23.09.1967)
- ZECE ZILE CARE AU ZGUDUIT LUMEA (Teatrul Național 'Ion Luca Caragiale' - București 22.10.1967)
- MARTIN BORMAN (Teatrul Național 'Ion Luca Caragiale' - București 29.12.1967)
- TOPAZE (Teatrul Național 'Ion Luca Caragiale' - București 10.02.1968)
- BECKET (Teatrul Național 'Ion Luca Caragiale' - București 10.10.1968)
- VICEVERSA (Teatrul 'Toma Caragiu' - Ploiești 28.03.1969)
- COANA CHIRIȚA (Teatrul Național 'Ion Luca Caragiale' - București 21.12.1969)
- FANNY (Teatrul Național 'Ion Luca Caragiale' - București 04.07.1970)
- JOCUL DE-A VACANȚA (Teatrul Național 'Ion Luca Caragiale' - București 16.12.1971)
- DONA DIANA (Teatrul Național 'Ion Luca Caragiale' - București 01.07.1973)
- DANTON (Teatrul Național 'Ion Luca Caragiale' - București 30.12.1974)
- ÎMBLÎNZIREA SCORPIEI (Teatrul Național 'Ion Luca Caragiale' - București 08.03.1975)
- CAPUL (Teatrul Național 'Ion Luca Caragiale' - București 01.10.1975)
- CĂSĂTORIA (Teatrul Național 'Ion Luca Caragiale' - București 21.04.1976)
- DESTINE (Teatrul Național 'Ion Luca Caragiale' - București 02.12.1976)
- CYRANO DE BERGERAC (Teatrul Național 'Ion Luca Caragiale' - București 18.03.1977)
- ROMULUS CEL MARE (Teatrul Național 'Ion Luca Caragiale' - București 29.09.1977)
- O SCRISOARE PIERDUTĂ (Teatrul Național 'Ion Luca Caragiale' - București 31.08.1979)
- COANA CHIRIȚA (Teatrul Național 'Ion Luca Caragiale' - București 04.10.1981)
- PLOȘNIȚA (Teatrul Național 'Ion Luca Caragiale' - București 30.05.1982)
- UN FLUTURE PE LAMPĂ (Teatrul Național 'Ion Luca Caragiale' - București 26.12.1982)
- ZBOR DEASUPRA UNUI CUIB DE CUCI (Teatrul Național 'Ion Luca Caragiale' - București 23.03.1983)
- NU SE ȘTIE NICIODATĂ (Teatrul Național 'Ion Luca Caragiale' - București 29.06.1985)
- MAREA (Teatrul Național 'Ion Luca Caragiale' - București 23.10.1987)
- BĂDĂRANII (Teatrul Național 'Ion Luca Caragiale' - București 07.09.1988)
- O SCRISOARE PIERDUTĂ (Teatrul Național 'Ion Luca Caragiale' - București 12.10.1989)
- ONDINE (Teatrul Național 'Ion Luca Caragiale' - București 08.10.1994)

## Filmografie
- De trei ori București (1968)
- Răpirea fecioarelor (1968) - Hrisanti
- Tufă de Veneția (1977)
- Sosesc de la Paris (1977), film TV
- Melodii, melodii (1978)
- Grăbește-te încet (1982)
- Hangița (1983)
- Cucoana Chirița (1987)
- Chirița în Iași (1988)
- Enigmele se explică în zori (1989) - Pavel Bolbocea